# Новосёлки (Пушкин)
Новосёлки — исторический район в городе Пушкине (Пушкинский район Санкт-Петербурга). Расположен вдоль улицы Ломоносова от Сапёрной улицы до Тярлевского ручья.
Деревня появилась в XIX веке, в первой половине. Новосёлками обычно называли новые населенные пункты. На карте 1860 года подписана как деревня Новосёлка с 5 дворами.
На карте Царского Села 1910 года была подписана как Комиссаровка (Новосёлки). По этому названию деревни была названа Комиссаровская дорога (ныне состоит из Слуцкой улицы в Павловске и Вокзальной улицы в Гуммолосарах).
В 1997 году Новосёлки были включены в состав города Пушкина.

## Улицы Новосёлок
- Улица Ломоносова
- Гражданская улица
- Полевая улица
- Пионерская улица
- Комсомольская улица